# 976 a.C.

## Eventos
- Inicia o Conselho de Mu Wang, o governador da dinastia Zhou Ocidental.
- Construção de palácio em Chzhigun Nanchzhene.

## Mortes
- Amon Pineda II.